# 三岔口镇 (巴楚县)
三岔口镇，是中华人民共和国新疆维吾尔自治区喀什地区巴楚县下辖的一个乡镇级行政单位。

## 行政区划
三岔口镇下辖以下地区：
振兴路社区虚拟社区。